# Rhodiola nepalica
Rhodiola nepalica är en fetbladsväxtart som först beskrevs av Hideaki Ohba, och fick sitt nu gällande namn av Hideaki Ohba. Rhodiola nepalica ingår i släktet rosenrötter, och familjen fetbladsväxter. Inga underarter finns listade i Catalogue of Life.